# Tjockbent jordkrypare
Tjockbent jordkrypare (Strigamia crassipes) är en mångfotingart som först beskrevs av Koch 1835.  Tjockbent jordkrypare ingår i släktet Strigamia och familjen spoljordkrypare. Arten är reproducerande i Sverige. Inga underarter finns listade i Catalogue of Life.